# 藤田健児
藤田 健児（ふじた けんじ、1994年1月19日 - ）は、日本のプロボクサー。岡山県倉敷市出身。帝拳ボクシングジム所属。現WBOアジアパシフィックフェザー級王者。トレーナーは元世界2階級制覇王者の粟生隆寛。

## 人物
全員が極真空手を経験する3男2女の末っ子。上から元OPBF東洋太平洋スーパーフェザー級暫定王者の藤田和典、極真空手世界3位の藤田典子、総合格闘家の藤田翔子、同じく総合格闘家の藤田大和、そして健児である。

## 来歴
物心がつく以前から父の道場で極真空手とボクシングを始め、中学時代までにキックボクシング、総合格闘技も経験。倉敷高校進学後からボクシングに専念し、インターハイ3連覇、兄・大和との兄弟同時インターハイ制覇を達成し、2年次には全日本選手権も制覇。
その後拓殖大学、自衛隊体育学校に進み、アジア選手権バンタム級銅メダル、世界選手権出場、台北市カップ2度優勝でアマチュア通算10冠を持つ。
しかし、オリンピックには縁がなく、2016年リオデジャネイロオリンピックは微妙な判定で敗れ代表を逃し、2020年東京オリンピック代表選考会となった2019年全日本選手権フェザー級決勝で堤駿斗に敗れる。
東京オリンピックの夢を絶たれた後、プロ転向を決意し、2020年9月にB級プロテスト合格。
2021年3月25日、後楽園ホールにて木村元祐（加古川）戦でプロデビューを果たし、6回TKOで勝利。
2023年10月12日、有明アリーナで開催された「FEDELTA presents TREASURE BOXING PROMOTION 4」にてOPBF東洋太平洋フェザー級8位のジョー・サンティシマとフェザー級8回戦で対戦し、8回3-0（79-72×2、78-73）の判定で勝利を収めた。
2024年1月20日、後楽園ホールでWBOアジアパシフィックフェザー級2位のジョセフ・アンボとWBOアジアパシフィック同級王座決定戦を行い、4回中に藤田のパンチがローブローとなりアンボが暫く動けなくなるアクシデントに見舞われながらも12回3-0（118-109、120-107×2）の判定勝ちを収め王座獲得に成功した。
2024年6月1日、後楽園ホールでWBOアジアパシフィックフェザー級3位のロデックス・ピアラとWBOアジアパシフィック同級タイトルマッチを行い、8回に左手首を骨折するも、12回3-0（114-113、115-112、116-111）の判定勝ちを収め初防衛に成功した。
2025年1月18日、後楽園ホールでWBOアジアパシフィックフェザー級1位のマイケル・カサマとWBOアジアパシフィック同級タイトルマッチを行い、9回終了時にカサマ陣営が棄権の意思を示しTKO勝ちを収め2度目の防衛に成功した。

## 戦績
- アマチュアボクシング：153勝 21敗[3]
- プロボクシング：9戦 9勝 (5KO) 無敗

| 戦           | 日付           | 勝敗 | 時間    | 内容    | 対戦相手             | 国籍       | 備考                                |
| ------------ | -------------- | ---- | ------- | ------- | -------------------- | ---------- | ----------------------------------- |
| 1            | 2021年6月26日  | ☆    | 6R 2:38 | TKO     | 木村元祐（JM加古川） | 日本       | プロデビュー戦                      |
| 2            | 2022年7月2日   | ☆    | 6R      | 判定3-0 | ジャスティン・テソロ | フィリピン |                                     |
| 3            | 2022年10月1日  | ☆    | 4R 2:59 | KO      | ウィー・カンポス     | フィリピン |                                     |
| 4            | 2023年6月3日   | ☆    | 2R 0:54 | TKO     | ダニエル・ニコラス   | フィリピン |                                     |
| 5            | 2023年10月12日 | ☆    | 8R      | 判定3-0 | ジョー・サンティシマ | フィリピン |                                     |
| 6            | 2024年1月20日  | ☆    | 12R     | 判定3-0 | ジョセフ・アンボ     | フィリピン | WBOアジア太平洋フェザー級王座決定戦 |
| 7            | 2024年6月1日   | ☆    | 12R     | 判定3-0 | ロデックス・ピアラ   | フィリピン | WBOアジア太平洋防衛1                |
| 8            | 2025年1月18日  | ☆    | 9R 終了 | TKO     | マイケル・カサマ     | フィリピン | WBOアジア太平洋防衛2                |
| 9            | 2025年7月5日   | ☆    | 5R 0:58 | KO      | 河鹿心               | 韓国       | WBOアジア太平洋防衛3                |
| テンプレート |                |      |         |         |                      |            |                                     |

## タイトル
- WBOアジアパシフィックフェザー級王座（防衛2）